# Rendaer Höhe
Rendaer Höhe este o arie protejată (arie de protecție specială avifaunistică — SPA) din Germania întinsă pe o suprafață de 1.397,22 ha, integral pe uscat.

## Localizare
Centrul sitului Rendaer Höhe este situat la coordonatele 51°04′32″N 10°05′37″E / 51.0756°N 10.0936°E.

## Înființare
Situl Rendaer Höhe a fost declarat arie de protecție specială avifaunistică în iunie 2000 pentru a proteja 22 de specii de animale.

## Biodiversitate
Situată în ecoregiunea continentală, aria protejată nu include niciun habitat protejat.
La baza desemnării sitului se află mai multe specii protejate de  păsări (22): fâsă de luncă (Anthus pratensis), erete vânăt (Circus cyaneus), prepeliță (Coturnix coturnix), cristeiul de câmp (Crex crex), ciocănitoare neagră (Dryocopus martius), șoim de iarnă (Falco columbarius), Falco peregrinus peregrinus, șoimul rândunelelor (Falco subbuteo), becațină comună (Gallinago gallinago), Grus grus grus, sfrâncioc roșiatic (Lanius collurio), sfrâncioc mare (Lanius excubitor excubitor), gaia neagră (Milvus migrans), gaia roșie (Milvus milvus), Numenius arquata arquata, pietrar sur (Oenanthe oenanthe), viespar (Pernis apivorus), codroșul de pădure (Phoenicurus phoenicurus), ciocănitoare verzuie (Picus canus), ploier auriu (Pluvialis apricaria), mărăcinar (Saxicola rubetra), nagâț (Vanellus vanellus).